# Tony Atkinson
Sir Anthony Barnes Atkinson (4 tháng 9 năm 1944 – 1 tháng 1 năm 2017) là một nhà kinh tế học người Anh và là một nghiên cứu viên chính của Nuffield College, đại học Oxford từ năm 2005 và là giáo sư Centennial (tước hiệu dành cho các giáo sư nổi bật) của London School of Economics. Ông từng là giám đốc của Nuffield College từ năm 1994 đến năm 2005. Ông cũng đã từng giữ nhiều vị trí quan trọng trong các trường như Đại học Cambridge, University College of London, Trường Kinh tế London, Đại học Essex và Đại học Oxford.
Là một sinh viên của James Meade, Atkinson gần như một tay thiết lập lĩnh vực nước Anh hiện đại nghiên cứu về bất bình đẳng và đói nghèo. Ông làm việc về bất bình đẳng và nghèo đói trong hơn bốn thập kỷ.

## Sự nghiệp
Lĩnh vực nghiên cứu chính của ông là phân phối thu nhập. Có một thước đo bất bình đẳng mang tên ông, đó là chỉ số Atkinson. Ông được bầu là viện sĩ Viện Hàn lâm Anh (British Academy) vào năm 1984 và là hội viên của Hội Kinh tế lượng (Econometric Society) năm 1974, là hội viên danh dự của Hội Kinh tế Hoa Kỳ (American Economic Association) năm 1985, và là viện sĩ danh dự nước ngoài của Viện Hàn lâm Khoa học và Nghệ thuật Hoa Kỳ (American Academy of Arts and Sciences) năm 1994. Ông là chủ tịch Hội Kinh tế lượng năm 1988. Năm 2000 ông được phong là hiệp sĩ và năm 2001 ông được thưởng huân chương Bắc đẩu bội tinh.

## Gia đình
Atkinson kết hôn với Judith Mandeville, người mà ông gặp tại trường Cambridge. Họ có ba người con. Atkinson qua đời ngày 1 tháng 1 năm 2017 ở tuổi 72.

## Tác phẩm chọn lọc

### Sách
- Atkinson, Anthony B.; Harrison, Allan J. (1978). Distribution of personal wealth in Britain. Cambridge New York: Cambridge University Press. ISBN 9780521217354.
- Atkinson, Anthony B.; Stiglitz, Joseph E. (1980). Lectures on public economics. London New York: McGraw-Hill Book Co. ISBN 9780070841055.
- Atkinson, Anthony B. (1983). The economics of inequality. Oxford Oxfordshire New York: Clarendon Press Oxford University Press. ISBN 9780198772088.
- Atkinson, Anthony B. (1995). Incomes and the welfare state: essays on Britain and Europe. Cambridge New York: Cambridge University Press. ISBN 9780521557962.
- Atkinson, Anthony B. (1996). Public economics in action: the basic income/flat tax proposal. Oxford New York: Oxford University Press. ISBN 9780198292166.
- Atkinson, Anthony B. (1999). The economic consequences of rolling back the welfare state. Cambridge, Massachusetts: MIT Press. ISBN 9780262011716.
- Atkinson, Anthony B.; Bourguignon, François (2000). Handbook of income distribution. Amsterdam New York: Elvesier. ISBN 9780444816313.
- Atkinson, Anthony B; Stern, Nicholas H.; Glennerster, Howard (2000). Putting economics to work: volume in honour of Michio Morishima. Quyển 22. London: London School of Economics and Political Science, and the STICERD – Suntory-Toyota International Centre for Economics and Related Disciplines. ISBN 9780753013991.
- Atkinson, Anthony B. (2004). New sources of development finance. Oxford New York: Oxford University Press. ISBN 9780199278558.
- Atkinson, Anthony B.; Piketty, Thomas (2007). Top incomes over the Twentieth Century: a contrast between Continental European and English-speaking countries. Oxford New York: Oxford University Press. ISBN 9780199286881.
- Atkinson, Anthony B. (2008). The changing distribution of earnings in OECD countries. Oxford New York: Oxford University Press. ISBN 9780199532438.
- Atkinson, Anthony B.; Piketty, Thomas (2010). Top incomes: a global perspective. Oxford New York: Oxford University Press. ISBN 9780199286898.
- Atkinson, Anthony B. (2014). Public economics in an age of austerity. New York: Routledge. ISBN 9781138018150.
- Atkinson, Anthony B. (2014). Inequality: What Can Be Done?. Harvard University Press. tr. 384. ISBN 9780674504769.

### Chương hồi
- Atkinson, Anthony B. (2002), "Globalization and the European welfare state at the opening and the closing of the twentieth century", trong Kierzkowski, Henryk (biên tập), Europe and globalization, Houndmills, Basingstoke, Hampshire New York: Palgrave Macmillan, tr. 249–273, ISBN 9780333998397
- Atkinson, Anthony B. (2008), "Concentration among the rich", trong Davies, James B (biên tập), Personal wealth from a global perspective, Oxford New York: Oxford University Press, tr. 64–89, ISBN 9780199548897
- Atkinson, Anthony B. (2009), "Welfare economics and giving for development", trong Kanbur, Ravi; Basu, Kaushik (biên tập), Arguments for a better world: essays in honor of Amartya Sen | Volume I: Ethics, welfare, and measurement, Oxford New York: Oxford University Press, tr. 489–500, ISBN 9780199239115

### Bài viết báo chí
- Atkinson, Anthony B. (2003). "Income inequality in OECD countries: data and explanations". CESifo Economic Studies (Munich). Quyển 49 số 4. Oxford University Press. tr. 479–513. doi:10.1093/cesifo/49.4.479.
- Atkinson, Anthony B. (tháng 10 năm 2003). "Social Europe and social science". Social Policy and Society. Quyển 2 số 4. Cambridge University Press. tr. 261–72. doi:10.1017/S1474746403001428.
- Atkinson, Anthony B. (tháng 3 năm 2007). "The long run earnings distribution in five countries: "remarkable stability", U, V or W?". Review of Income and Wealth. Quyển 53 số 1. Wiley. tr. 1–24. doi:10.1111/j.1475-4991.2007.00215.x. (Pdf)
- Atkinson, Anthony B. (tháng 10 năm 2009). "Economics as a moral science". Economica, special issue – edited by Amos Witztum and Frank Cowell. Quyển 76 số s1. Wiley. tr. 791–804. doi:10.1111/j.1468-0335.2009.00788.x.
- Atkinson, Anthony B. (tháng 5 năm 2011). "The restoration of welfare economics". American Economic Review. Quyển 101 số 3. American Economic Association. tr. 157–61. doi:10.1257/aer.101.3.157.